# 井出万秀
井出 万秀（いで まんしゅう）は、日本のドイツ語学者、立教大学文学部教授。

## 経歴
1986年東京外国語大学外国語学部ドイツ語学科卒業、88年東京大学大学院修士課程修了、東京大学文学部助手、1991年信州大学教養学部助手、95年人文学部助教授、2005年立教大学文学部ドイツ文学科教授、2006年～立教大学文学部文学科ドイツ文学専修教授。マンハイム大学哲学博士。

## 著作

### 単著
- Lassen und lazen. Eine diachrone Typologie des kausativen Satzbaus. Königshausen & Neumann, 1996. ISBN 978-3826011955

### 共著
- 『ドイツ語と向き合う』（シリーズドイツ語が拓く地平2）、井出万秀・川島隆編 ひつじ書房 2020年 [1] ISBN 978-4-89476-998-4
- 『ドイツ語史 社会・文化・メディアを背景として』、須澤通・井出万秀著 郁文堂 2009年

## 参考
- 立教大学　研究者情報